# Kyzylsky (huyện)
Huyện Kyzylsky (tiếng Nga: ? райо́н) là một huyện hành chính tự quản (raion), của Tuva, Nga. Huyện có diện tích 17599 kilômét vuông, dân số thời điểm ngày 1 tháng 1 năm 2000 là 23100 người. Trung tâm của huyện đóng ở Kaa-Khem.